# Izabela Koładkiewicz
Izabela Anna Koładkiewicz – polska ekonomistka, dr hab. nauk ekonomicznych, profesor nadzwyczajny i kierownik Katedry Przedsiębiorczości i Etyki w Biznesie Akademii Leona Koźmińskiego w Warszawie.

## Życiorys
W 1990 ukończyła studia chemiczne na Uniwersytecie Warszawskim, 20 września 2001 obroniła pracę doktorską Nadzór korporacyjny w Narodowych Funduszach Inwestycyjnych, 20 marca 2014  habilitowała się na podstawie pracy zatytułowanej Rady nadzorcze - dobre praktyki ładu korporacyjnego. Doświadczenia polskie i zagraniczne. Została zatrudniona na stanowisku adiunkta w Centrum Studiów Zarządzania  Akademii Leona Koźmińskiego w Warszawie.
Piastuje funkcję profesora nadzwyczajnego i kierownika w Katedrze Przedsiębiorczości i Etyki w Biznesie Akademii Leona Koźmińskiego w Warszawie.